# Bec du Corbeau
Le Bec du Corbeau ou Bec de Corbeau est une montagne de Suisse située dans le canton du Valais, dans le massif du Chablais, au-dessus de Morgins.
Culminant à 1 992 mètres d'altitude, le sommet est accessible par un sentier de randonnée reliant les portes de Culet à l'est au pas de Morgins à l'ouest. Le sommet se trouve sur la ligne de crête entre le bassin versant du Rhône en amont du Léman d'une part et le bassin versant de la Dranse d'autre part et qui sert de base au tracé de la partie alpine de la frontière entre la France et la Suisse. Cette dernière devrait logiquement passer par le sommet du Bec du Corbeau mais dans ce secteur, entre le Morclan au nord et la pointe du Midi au sud, la limite administrative prend la forme d'une ligne brisée passant plus à l'ouest que la ligne de crête.